# Măgureni (gmina)
Măgureni – gmina w Rumunii, w okręgu Prahova. Obejmuje miejscowości Cocorăștii Caplii, Lunca Prahovei i Măgureni. W 2011 roku liczyła 5777 mieszkańców.